# 马塞洛 (1988年出生足球运动员)
马塞洛（葡萄牙語：Marcelo），全名马塞洛·维埃拉·达席尔瓦·儒尼奥尔（葡萄牙語：Marcelo Vieira da Silva Júnior），1988年5月12日—），出生於巴西里約熱內盧，是一名已退役巴西職業足球員，司職後衞。曾效力於巴甲球隊富明尼斯。同時也曾是巴西國家足球隊成員。
馬塞洛被譽為新羅拔圖·卡路士，卡洛斯本人也稱讚：“馬塞洛擁有比我更好的技術能力”
馬塞洛的傳中球精準，助攻力驚人，能為球隊創造大量進攻機會，技術，速度，體能也很好而且能夠切入中路用右腳處理球。馬些路的成就被譽為有史以來最偉大的左後衛之一，他在效力皇家馬德里的十五年間，為球隊奪得二十五個本土及國際賽事冠軍獎盃，為球會歷史上第一人最多。

## 球會

### 富明尼斯
馬塞羅在9歲時已接觸室內五人足球，13歲他加入了巴西球會富明尼斯。由他的家境十分窮困，這一度令他考慮退出足球事業，但富明尼斯會方認為他的足球潛質優厚，並向他保證他能夠繼續足球事業。
馬塞羅在巴西聯賽只上陣過不足兩季的時間，2007年1月，西班牙勁旅皇家馬德里宣佈以700萬歐羅轉會費收購馬塞羅，並簽訂長達6年的合約。

### 皇家馬德里

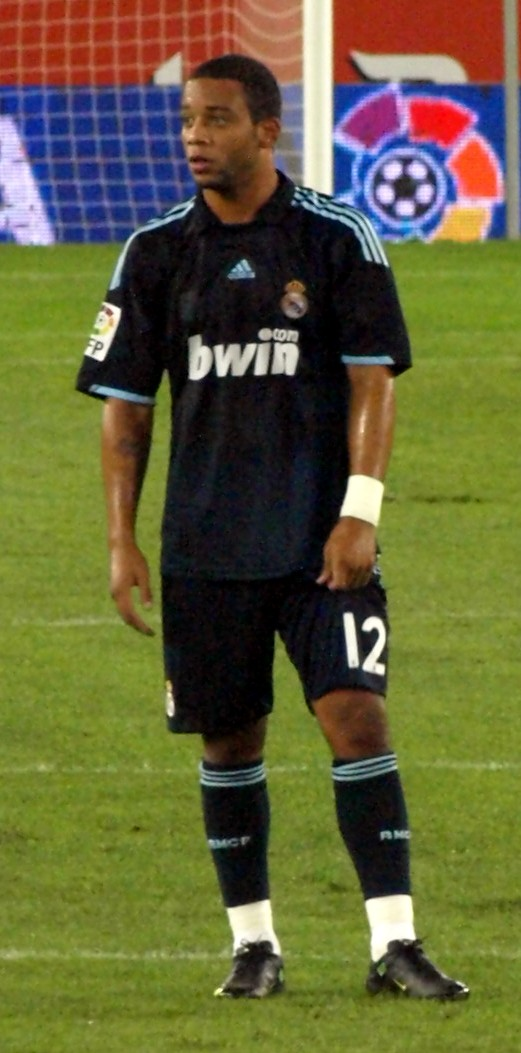
馬些路在2009年效力皇家馬德里

馬塞羅加盟皇家馬德里後，時任球會主席卡達朗說 :「他是我們一個重要的收購。馬塞羅是個能夠為球會在邊線上注入新元素的年輕球員，他是球會未來的重要一員，我們很高興能夠簽下一位很多歐洲球會都希望得到的球員。」
馬塞羅在0-2不敵拉科魯尼亞的西班牙甲組聯賽中首先上陣，他是在下半場以後備身分登場。4月14日，馬塞羅在 為皇家馬德里對桑坦德的比賽首次正選上陣，但皇家馬德里在比賽中以1-2落敗。其後由於受傷關係，令他在2006-07年賽季只曾上陣過6次。 
2007-08 的球季，皇家馬德里由德國籍領隊舒斯特尔執教。馬塞羅更需要面對與球會的青訓產品米基爾·托利斯和新加盟的荷蘭新秀德倫特的競爭。在球季初期，他甚少獲得正選上陣的機會，但後期漸得蘇斯達的信任，並在大部分皇家馬德里的比賽中取得正選位置，慢慢奠定自己羅拔圖·卡路士接班人的位置。2015年7月12日，皇家馬德里官方宣布效力十六年的卡斯拿斯落實轉會葡超球會波尔图後，他成為球隊的副隊長。
2017年9月13日，馬塞羅签署了一份新合同，使他在俱乐部留效到2022年夏天。
2022年5月，在歐冠決賽後，馬塞羅宣佈離開皇家馬德里。

### 奧林匹亞科斯
2022年9月3日，希超俱樂部奧林匹亞科斯官方宣佈馬塞羅正式加盟。
在希腊杯16强赛中，他在对阵阿特罗米托斯的两场比赛中打入三球。 
2023年12月18日，马塞洛终止了与奥林匹亚科斯的合同，在效力俱乐部五个月后离开。

### 重返弗鲁米嫩塞
2023年2月24日，弗鲁米嫩塞宣布马塞洛回归俱乐部。4月5日，他在南美解放者杯对阵水晶竞技的比赛中首次亮相，球队以3-1客场获胜。四天后，他在里约杯决赛第二回合4-1战胜弗拉门戈的比赛中以一记远射攻入他第二次效力球队的首粒进球；因此，他在弗鲁米嫩塞以4-3的总比分获胜后赢得了另一座奖杯，这是他第二次效力球队时的第一座奖杯。
2023年11月4日，他在马拉卡纳球场举行的南美解放者杯决赛中代表弗鲁米嫩塞对阵博卡青年队，最终球队在加时赛中以2-1获胜，成为第12位同时获得欧冠和南美解放者杯冠军的球员。
2024年11月2日，马塞洛经双方同意离开俱乐部。2025年2月6日，他通过社交媒体渠道宣布退役。

## 國家隊
馬塞羅在巴西對威爾斯的友誼賽中首先代表國家隊上陣，他在對方禁區頂起腳施射，並成功取得入球。由於他取得入球的方式、善於以高速上前助攻的踢法和處理自由球的技術，令外界認為馬塞羅甚有巴西上一代左閘羅拔圖·卡路士的影子。
马塞洛被选入斯科拉里率领的23人巴西国家队，并参加了2013年在巴西本土举行的国际足联联合会杯。他是巴西队所有五场比赛的首发阵容之一，包括在6月30日进行的与西班牙的决赛，并以3-0取胜。

## 軼事
2014世界盃第一場比賽由巴西對上克羅埃西亞。此屆第一個進球，也是巴西有史以來在世界盃中的首個烏龍球，以及該場比賽中克羅埃西亞唯一的一分，就是由他不慎踢進的烏龍球。最後該場比賽以巴西3比1擊敗克羅埃西亞作結。

## 榮譽

### 球會
富明尼斯
- 卡里奧卡足球錦標賽冠軍：2005
- 里約盃冠軍：2005
- 里約熱內盧州聯賽冠軍：2023
- 南美解放者杯冠军：2023
- 南美超级杯冠军：2024

 皇家馬德里
- 西甲冠軍：2006–07、2007–08、2011–12、2016–17、2019–20、2021–22
- 西班牙國王盃冠軍：2010–11、2013–14[9]
- 西班牙超級盃冠軍：2008、2012、2017[10]、2019–20、2021–22
- 歐洲聯賽冠軍盃冠軍：2013–14、2015–16、2016–17、2017–18、2021–22
- 欧洲超级杯冠軍：2014、2016、2017
- 国际足联俱乐部世界杯冠軍：2014、2016、2017、2018

### 國家隊
巴西
- 洲際國家盃冠軍：2013

 巴西U23
- 奧林匹克運動會足球比賽：2008年銅牌、2012年銀牌

### 個人
- 欧洲足联年度最佳阵容：2011、2017、2018
- FIFPro年度世界最佳十一人：2012、2015、2016、2017、2018、2019

## 外部連結
- Real Madrid official profile （页面存档备份，存于）
- BDFutbol profile （页面存档备份，存于）
- 马塞洛在 National-Football-Teams.com 上的出场纪录